# IPadOS 18
iPadOS 18 — це шостий і поточний основний випуск операційної системи Apple iPadOS для iPad. Вона була представлена на Всесвітній конференції розробників (WWDC) 2024 року. Вона є прямим наступником iPadOS 17 і була анонсована разом з iOS 18, macOS Sequoia, visionOS 2, watchOS 11 і tvOS 18 .
iPadOS 18 — це перша версія iPadOS, яка містить програму Apple Calculator, а також Apple Intelligence .